# 仁淀川河口大橋
仁淀川河口大橋（によどがわかこうおおはし）は、高知市と土佐市を結ぶ高知県道23号須崎仁ノ線（黒潮ライン）上に架かる橋である。

## 概要
仁淀川河口大橋は、愛媛県・高知県を流れる一級河川の清流・仁淀川が太平洋に流れ込む場所に架かる橋で、壮大な景色が人気である。1977年に、黒潮ラインの一部として開通し、当初は有料道路であったが2001年4月に無料開放された。仁淀川河口大橋付近は絶好の波が立つことでも知られ、県内外の多くのサーファーが訪れるサーフィンスポットとなっている。一年中波に乗る若者の姿が多く見られる。またこのあたりでは、シラスウナギ漁が盛んである。河口近くの土佐市新居はハウス園芸が盛んで、メロンなどが栽培されている。
河口には土佐市新居地区観光交流施設「南風」（まぜ）が整備されて、地元の特産品の販売や加工品の販売を行っているほか、レストランや津波避難タワーを備えた複合施設となっている。道路を挟んだ場所に新居緑地公園遊具施設が整備され、親子連れが多く訪れ土佐市を代表する観光スポットになっている。近年、施設が整備されたことにより、初日の出時には地域住民をはじめ県外からも多くの人出が詰めかけている。

## 特徴
プレストレスト・コンクリートで作られた有ヒンジラーメン連続箱桁橋で、橋長1,007.0 m、幅9.0 m（高知縣土木史や橋の銘板は8.0 m）、総工費は33億8000万円である。建設は1974年8月から1977年3月にかけて行われ、高知県道宇佐高知線（開通当時）の一部として開通した。架橋の目的は観光道路で、横浪スカイライン・宇佐大橋とともに横浪半島や仁淀川の観光資源を活かすために有料道路として整備された。

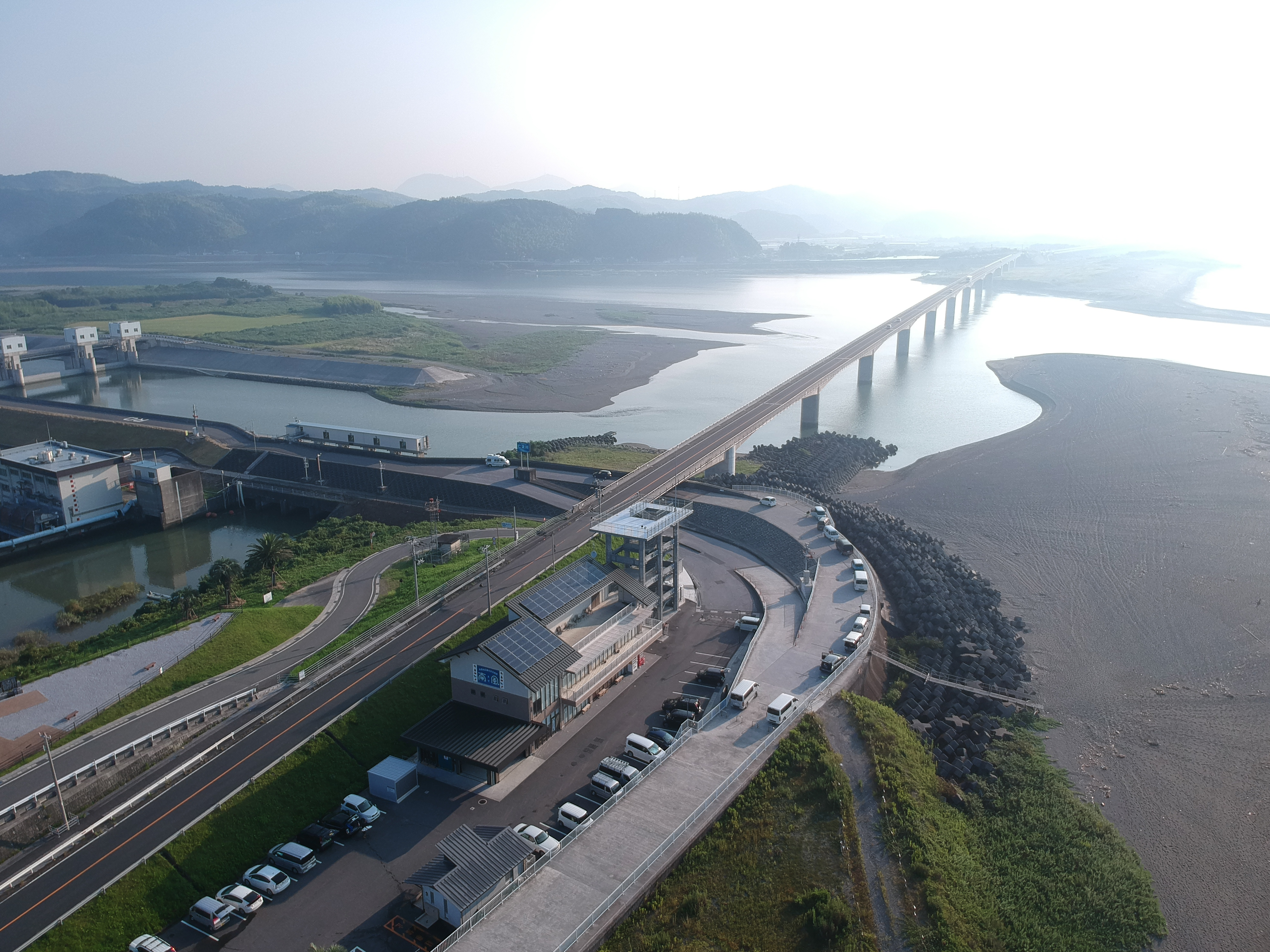
新居地区観光交流施設「南風」（まぜ）
仁淀川河口にある土佐市新居観光施設「南風」まぜ
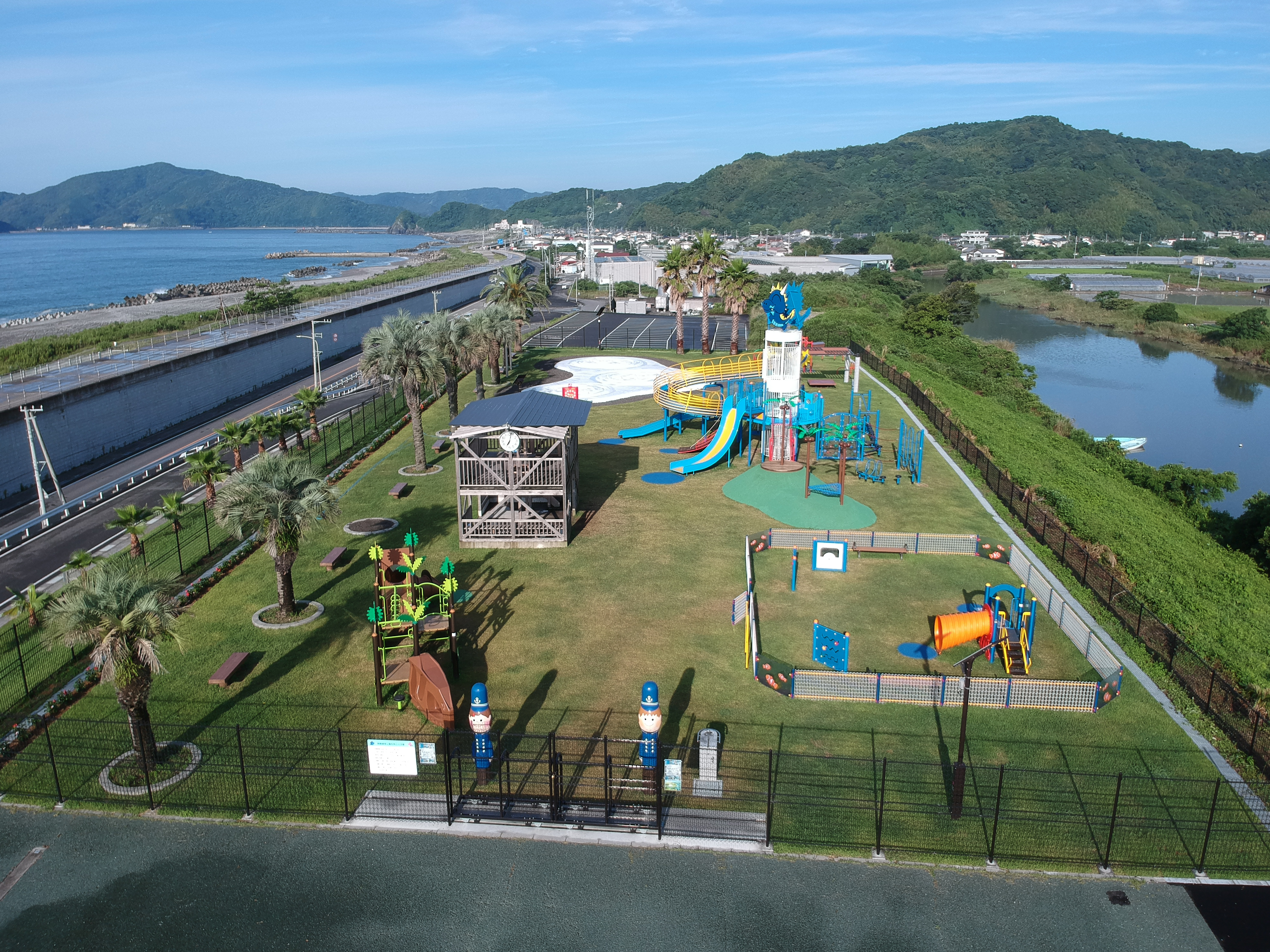
仁淀川河口に整備された新居緑地公園 幼児用の遊具が充実している
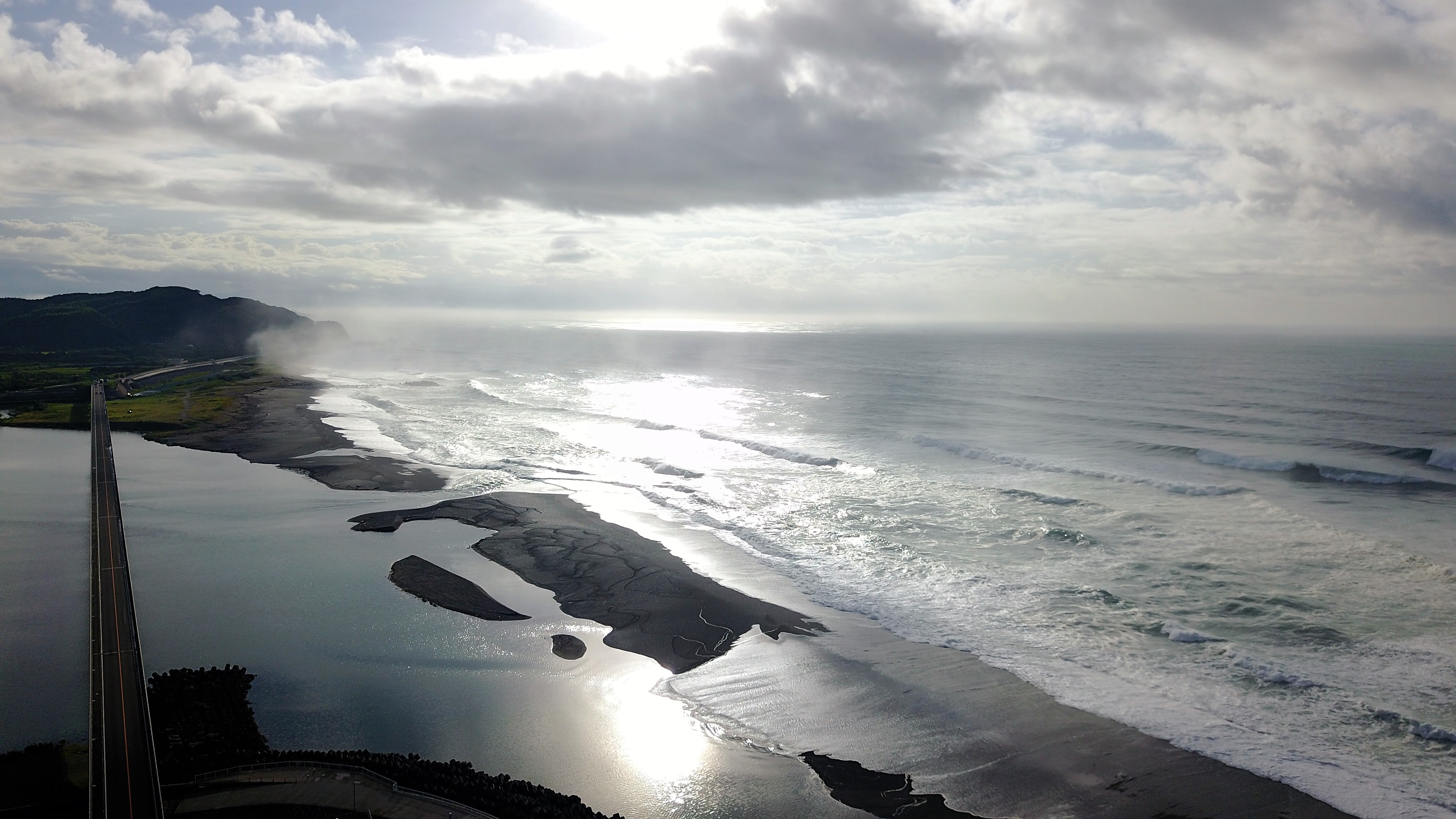
台風接近時の仁淀川河口大橋
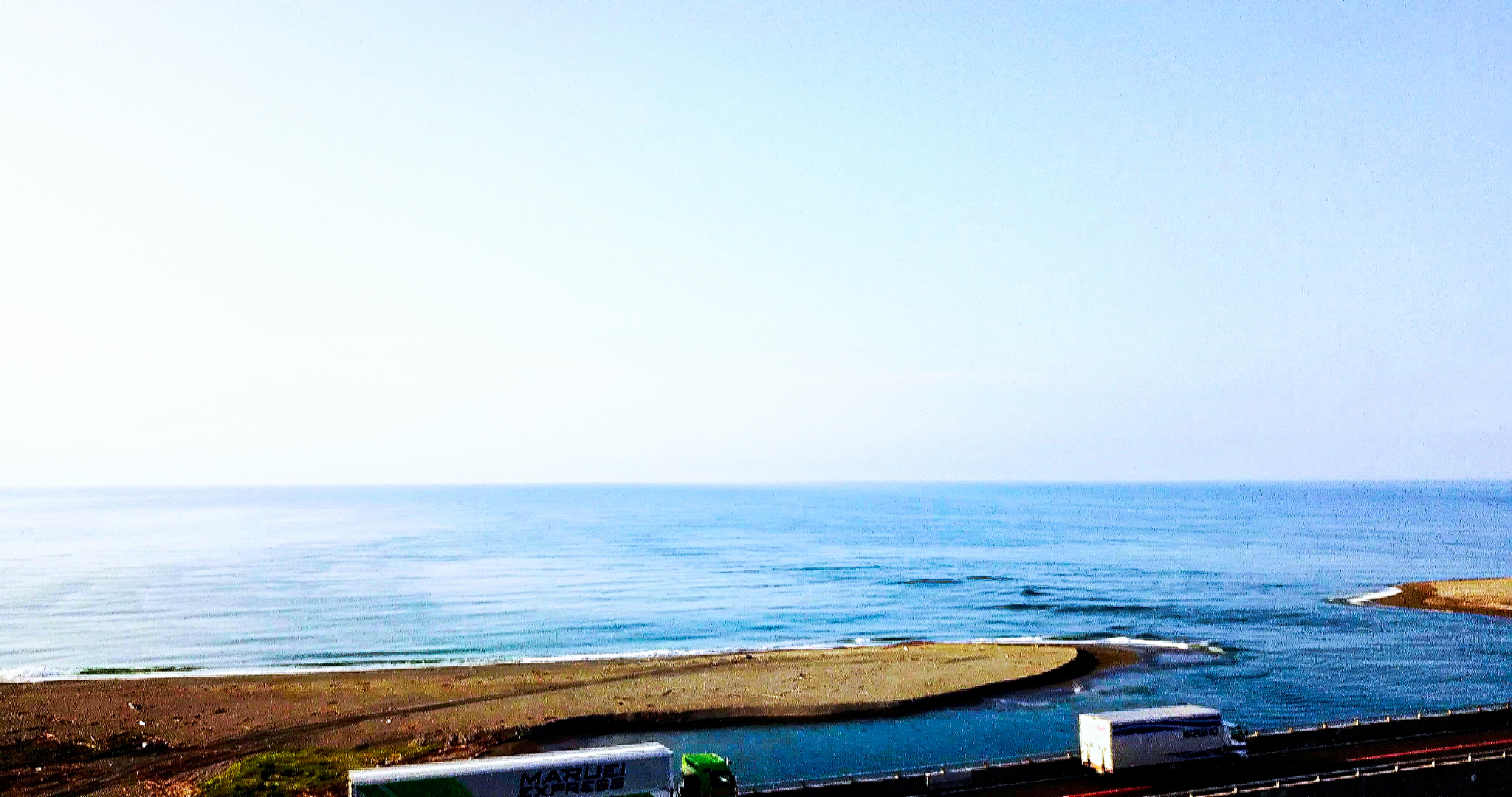
複雑な波をおこす仁淀川河口
仁淀川河口ではハウス園芸が盛んで特にメロンが盛んである
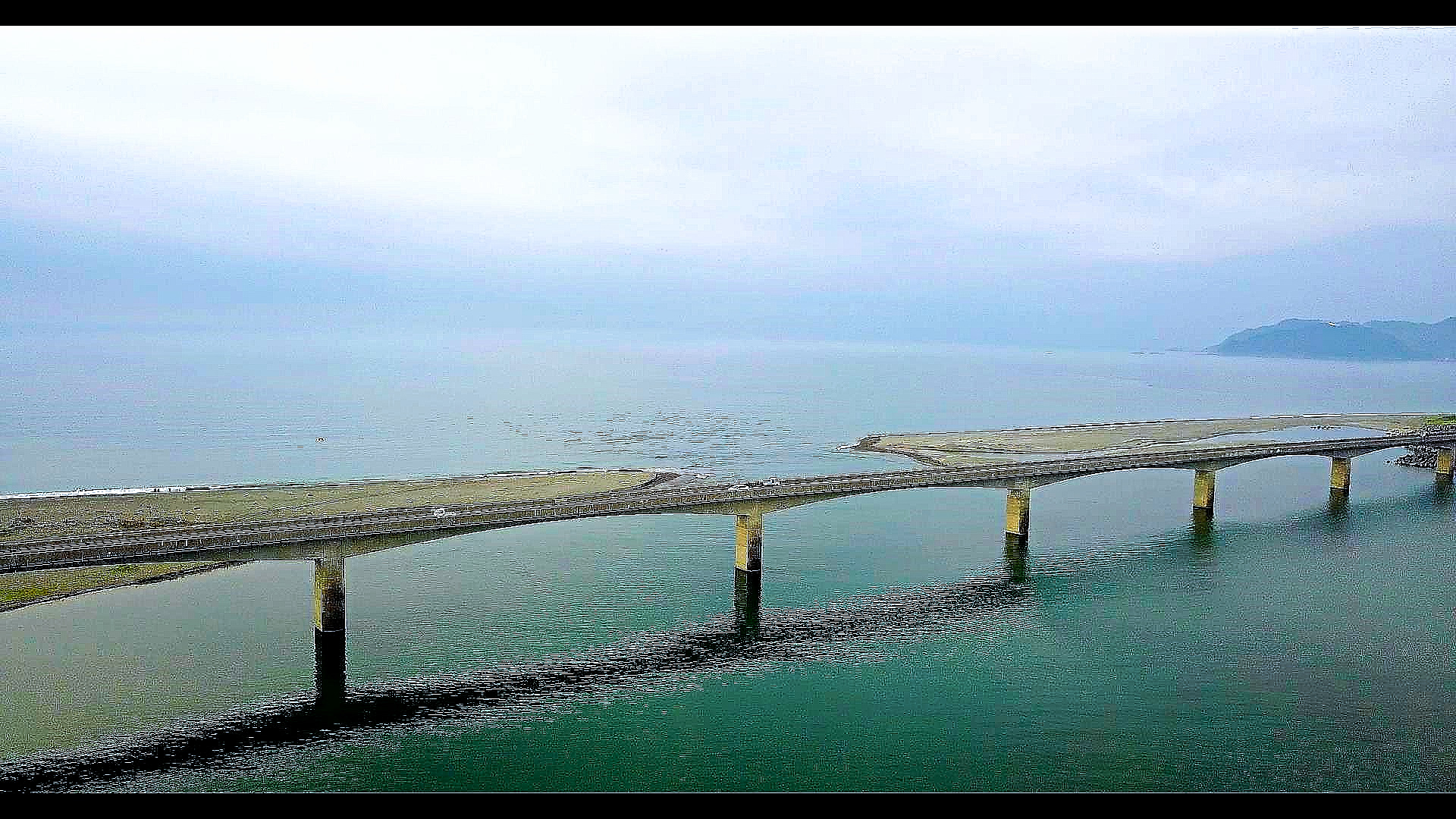
太平洋を望む仁淀川河口大橋
仁淀川河口から土佐市宇佐町方面を望む
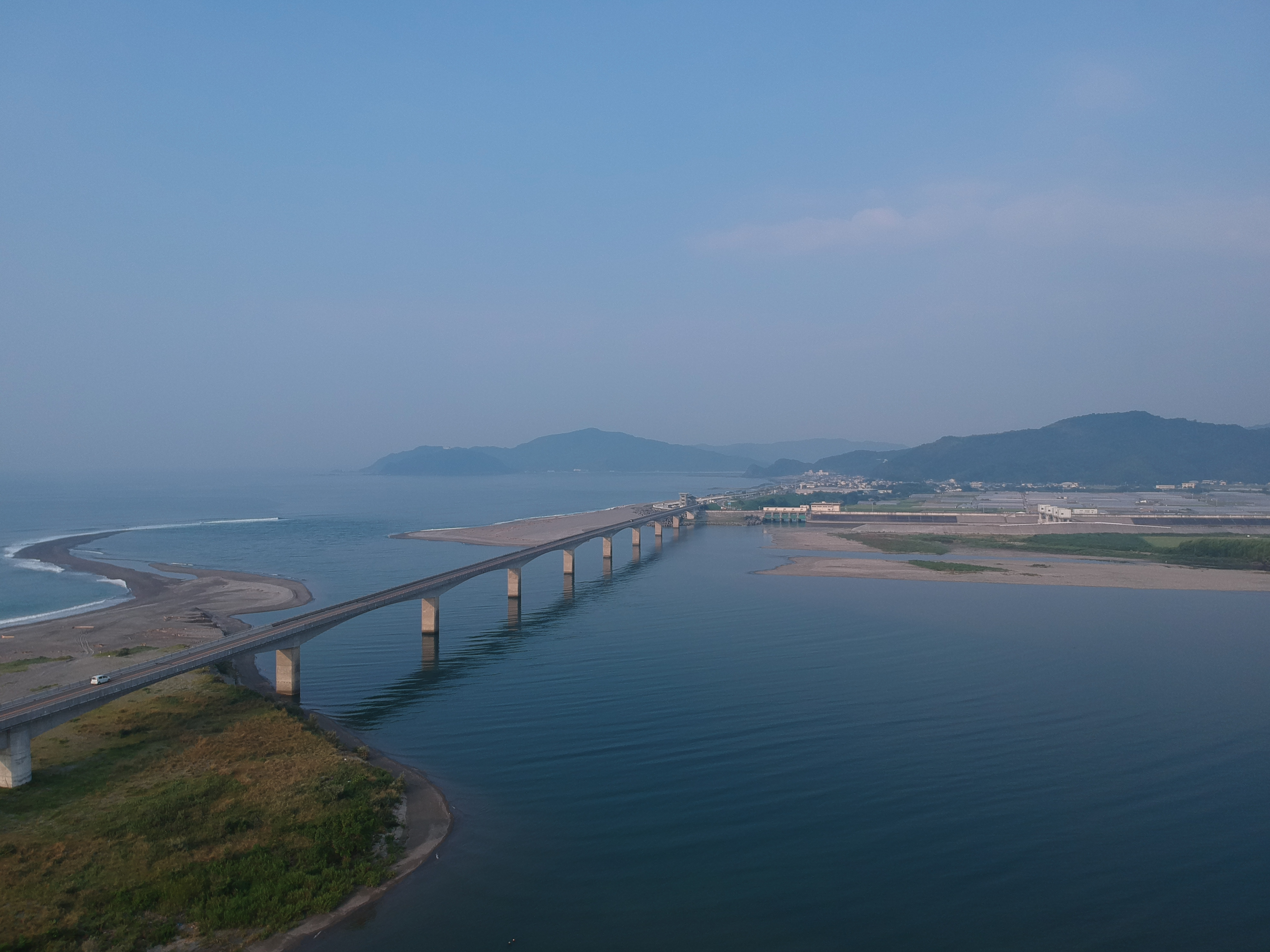
仁淀川河口大橋全景 高知市春野町から望む
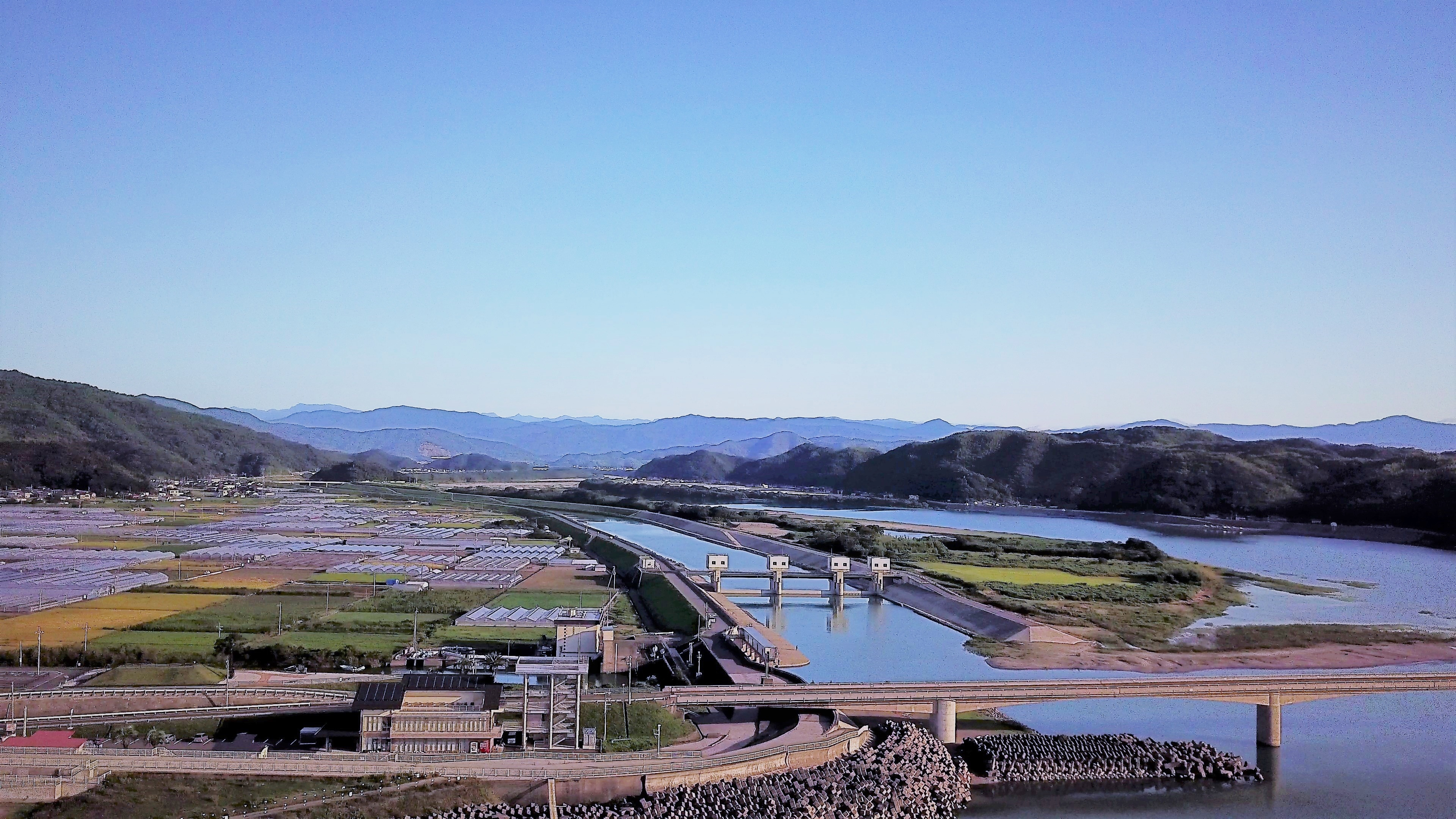
波介川河口導流事業は、仁淀川と波介川の合流点を約2.5 km下流の仁淀川河口に付け替え、波介川樋門、十文字堰、波介川潮止堰の三施設の操作により、波介川の洪水を仁淀川河口に導流する。これにより、仁淀川の背水の影響を防ぐことができ、過去の実績洪水に対する波介川流域の浸水被害を大幅に軽減させることが可能となる。

## 周辺施設
- 新居緑地公園
- 新居地区観光交流施設 南風

## 周辺行事
- 高知龍馬マラソン
- 仁淀川ふれあいマラソン

高知龍馬マラソン大会のランナーで埋め尽くされた仁淀川河口大橋
高知龍馬マラソン大会のランナーで埋め尽くされた仁淀川河口大橋
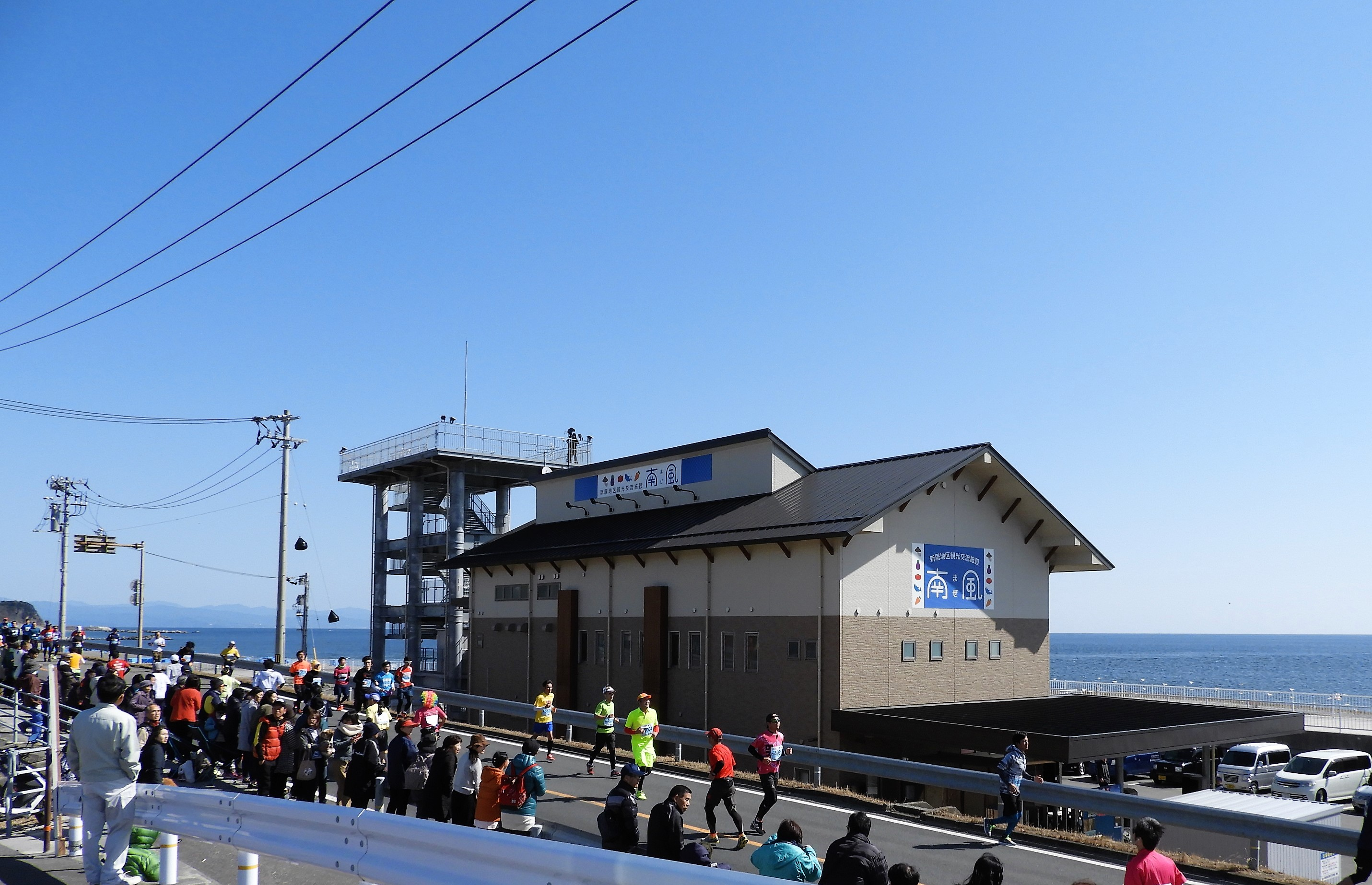
新居地区観光交流施設南風 まぜ
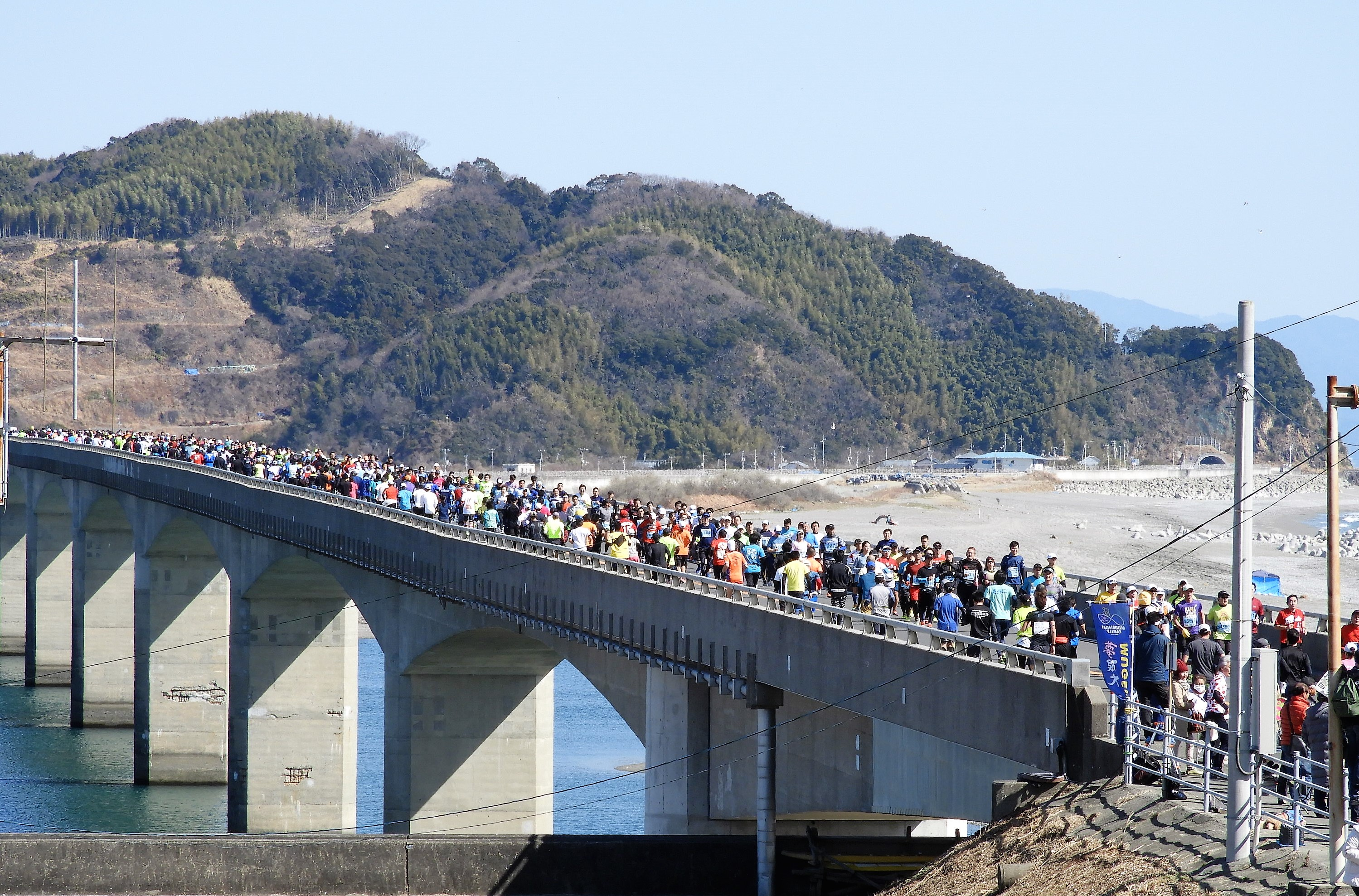
仁淀川河口大橋 2018年高知龍馬マラソン大会にて